# 王懋 (正德進士)
王懋（1477年—1538年），字昭大，號江涯，陝西西安府咸寧縣人，軍籍，明朝政治人物。

## 生平
正德二年（1507年）丁卯科陝西鄉試第六十三名舉人，十二年（1517年）中式丁丑科會試第二百八十四名，三甲第一百十九名進士。都察院觀政，授行人司行人，十四年（1519年）因參與兵部武選司郎中黃鞏等疏諫明武宗南巡，謫任國子監學正。
明世宗即位後，十六年（1521年）十二月起復原職，嘉靖三年（1524年）正月選授山東道監察御史，四年（1525年）三月因上疏請求優卹大禮議中杖刑死去的官員家屬，而招致世宗大怒，被貶為高縣典史，遷萬泉縣典史，官至河南懷慶府知府。以子王用賓貴贈南京吏部尚書兼翰林院學士。

## 家族
曾祖王仲義；祖父王福；父王壅，壽官。前母許氏；母張氏。具慶下。
有子王用賓、曾孫王紹先、王紹徽，皆進士。